# Gus Caesar
Gus Cassius Caesar (* 5. März 1966 in Tottenham, London) ist ein ehemaliger englischer Fußballspieler. Als Innenverteidiger durchlief er die Jugendabteilungen des FC Arsenal und galt als hoffnungsvolles Talent, bevor seine Karriere nach der sensationellen Ligapokalfinalniederlage gegen Luton Town einen empfindlichen Rückschlag erlitt. In den 1990er-Jahren stand der dreifache englische U-21-Nationalspieler dann nur noch bei deutlich weniger ambitionierten Klubs unter Vertrag.

## Sportlicher Werdegang

### FC Arsenal (1984–1991)
Nachdem sich Caesar im Jahr 1982 dem FC Arsenal angeschlossen hatte, unterzeichnete er nach überzeugenden Leistungen als Innen- und Außenverteidiger im Februar 1984 seinen ersten Profivertrag. Zu seinem Debüt kam er schließlich am 21. Dezember 1985, als auf der rechten Abwehrseite Viv Anderson ausfiel und Trainer Don Howe den Neuling für das anstehende Ligaspiel gegen den Tabellenführer Manchester United in die Startelf berief. Ohne sichtbare Nervosität lieferte Caesar eine gute Leistung ab, neutralisierte den formstarken Flügelspieler Jesper Olsen und verhalf den „Gunners“ zum 1:0-Sieg. Die mit dem gelungenen Einstand verbundenen Erwartungen ließen sich aber in der Folgezeit nur selten erfüllen. Verantwortlich dafür waren gleichsam Verletzungsprobleme in Form einer lädierten Leiste sowie ein zweifacher Knöchelbruch und die Tatsache, dass er als Ersatzspieler für David O’Leary nur selten seinen Weg in die Mannschaft fand und somit wenig Spielpraxis sammelte. Damit blieb er in seiner Entwicklung zwischen der ersten Mannschaft und dem Reserveteam stecken.
In der Spielzeit 1986/87 kam er auf diversen Positionen in der Abwehr immerhin zu 15 Ligaeinsätzen, bevor er in der anschließenden Saison 1987/88 häufiger O’Leary vertrat und 22 First-Division-Partien absolvierte. Was aber für den sportlichen Durchbruch sorgen sollte, führte stattdessen zu einem traumatischen Erlebnis am 24. April 1988. Caesar stand an der Seite von Tony Adams in der Innenverteidigung des FC Arsenal, der im Ligapokalfinale auf den Außenseiter Luton Town traf. Als Arsenal knapp zehn Minuten vor Ende der regulären Spielzeit mit 2:1 führte und wie der sichere Sieger aussah, misslang Caesar am eigenen Strafraum ein einfacher Befreiungsschlag. Stattdessen fand der Ball über Umwege zu Lutons Danny Wilson, der zum 2:2 ausglich. Damit war die Wende eingeleitet und in letzter Minute erzielte Mark Stein den 3:2-Siegtreffer für den „Underdog“.
Von diesem Faux-pas erholte sich Caesar nicht mehr und bis zum Ende der Saison 1990/91 kam er für Arsenal nur noch in insgesamt fünf Ligaspielen zum Zuge. Kurzzeitig lieh in der Klub ab Ende November 1990 für zwei Monate an den Stadtrivalen Queens Park Rangers aus, bevor er im Sommer 1991 freigestellt wurde. Caesar sah sich später mehrfach Häme und Spott ausgesetzt und auch Nick Hornby beschäftigte sich 1992 in dem Roman Fever Pitch mit seinem Werdegang. Dabei verglich Hornby Caesars Scheitern mit der Situation eines Musikers oder in seinem Fall der eines Schriftstellers und vertrat die These, dass Talent und Ehrgeiz nicht ausreichend seien.

### Die Zeit nach Arsenal (1991–1996)
Nach seiner Zeit bei Arsenal hatte Caesar kurze Engagements bei Cambridge United und Bristol City, bevor es ihn nach Schottland zum Airdrieonians FC zog. Dort erreichte er bereits in seiner ersten Saison 1991/92 das Endspiel im schottischen FA Cup, das zwar mit 1:2 gegen die Glasgow Rangers verloren ging, aber Caesar kam dadurch zu seinen ersten Spielen in einem europäischen Vereinswettbewerb gegen Sparta Prag (0:1, 1:2 in der ersten Runde des Pokalsiegerwettbewerbs). Nach einem weiteren Jahr in Airdrie kehrte er nach England zurück, wo er noch zwei Jahre in der vierten Liga für Colchester United auf dem Platz stand. Dabei war der ablösefreie Caesar sofort Stammspieler und aufgrund seiner Erfahrung ein Gewinn in der Abwehr und nach 47 Pflichtspielen in der Saison 1994/95 und seinem ersten Tor im englischen Profifußball an Ostern 1995 ließ er weitere 29 Partien und sogar zwei Treffer in der Spielzeit 1995/96 folgen.
Außerhalb des Profifußballs spielte er noch kurz für Dagenham & Redbridge, bevor er 1996 nach Hongkong emigrierte. Dort arbeitete er in der Finanz- und Versicherungsbranche und kombinierte damit kleinere Fußballengagements. Dazu arbeitete er auch für die Buler Rangers als Sportdirektor und half später dabei, eine offizielle Fußballschule des FC Arsenal in der Region zu etablieren.